# Simon Burgess
Simon Peter Burgess (* 11. September 1967 in Franklin, Tasmanien) ist ein ehemaliger australischer Leichtgewichts-Ruderer, der zwei olympische Silbermedaillen gewann. 

## Karriere
Burgess erhielt bei den Weltmeisterschaften 1990 in Tasmanien die Bronzemedaille im Leichtgewichts-Doppelvierer zusammen mit Stephen Hawkins, Bruce Hick und Gary Lynagh, 1991 ruderte das australische Boot in der gleichen Besetzung zum Titelgewinn. Im Jahr darauf belegte er den fünften Platz um Leichtgewichts-Einer. 1993 war er Siebter mit dem Leichtgewichts-Doppelvierer, 1994 Fünfter. Danach wechselte er vom Skull- zum Riemenrudern. 
Als bei den Olympischen Spielen 1996 erstmals Wettbewerbe im Leichtgewichtsrudern ausgetragen wurden, belegte der australische Leichtgewichts-Vierer ohne Steuermann mit Hamish Karrasch, Gary Lynagh, David Belcher und Simon Burgess den sechsten Platz. Bei den Weltmeisterschaften 1997 saß Burgess als einziger Ruderer aus dem Vorjahres-Vierer im australischen Leichtgewichts-Achter, der auf dem Lac d’Aiguebelette den Titel gewann. 1998 kehrte Burgess in den Vierer zurück und erkämpfte bei den Weltmeisterschaften 1998 zusammen mit Darren Balmforth, Anthony Edwards und Robert Richards die Bronzemedaille hinter den Booten aus Dänemark und Frankreich. 1999 belegte der australische Vierer in der gleichen Besetzung den zweiten Platz hinter den Dänen und vor den Franzosen. Auch bei den Olympischen Spielen 2000 in Sydney trat der australische Vierer in der gleichen Besetzung an, es siegten die Franzosen vor den Australiern und den Dänen.
Nach einem Jahr Pause belegte Burgess bei den Weltmeisterschaften 2002 zusammen mit Robert Mitchell, Benjamin Cureton und Glen Loftus den vierten Platz im Leichtgewichts-Vierer ohne Steuermann. 2003 kam der australische Vierer auf den siebten Platz. In der Besetzung Glen Loftus, Anthony Edwards, Benjamin Cureton und Simon Burgess erreichte der australische Vierer bei den Olympischen Spielen 2004 in Athen wieder das A-Finale und gewann die Silbermedaille hinter den Dänen. 